# Kansk
Kansk (rusky Канск) je město v Krasnojarském kraji v Ruské federaci. Při sčítání lidu v roce 2010 měl přes 94 tisíc obyvatel.

## Poloha a doprava
Kansk leží na levém, jižním břehu Kanu, pravého přítoku Jeniseje. Od Krasnojarsku, správního střediska kraje, je vzdálen 250 kilometrů na východ. Bližší město je Ilanskij ležící 22 kilometrů na východ od Kansku.
Přes Kansk vede Transsibiřská magistrála (zdejší nádraží leží na 4344. kilometru od Moskvy) a dálnice R255 Sibiř z Novosibirsku přes Krasnojarsk do Irkutsku.

## Dějiny
Kansk vznikl původně v roce 1636 jako dřevěná pevnůstka („ostrog“) určená na obranu proti Kyrgyzům.
Od roku 1740 byl Kansk na trase takzvaného Sibiřského traktu, tehdejší nejvýznamnější pozemní dopravní tepny napříč Sibiří.Tím stoupl jeho obchodní význam, ale stalo se také jedním z cílů vyhnanství na Sibiř, kam byli posíláni i trestanci na katorgu.
V roce 1822 se stal Kansk městem.

### Vývoj počtu obyvatel
| Rok  | Obyvatel |
| ---- | -------- |
| 1897 | 7537     |
| 1939 | 41 584   |
| 1959 | 82 662   |
| 1970 | 94 680   |
| 1979 | 100 558  |
| 1989 | 109 607  |
| 2002 | 103 000  |
| 2010 | 94 226   |

zdroj: sčítání obyvatel